# Gertrud Almqvist-Brogren
Gertrud Johanna Almqvist-Brogren, född Almqvist 16 oktober 1875 i Björkäng i Skaraborgs län, död 24 juni 1954 i Göteborgs Haga församling, var en svensk författare.

## Biografi
Almqvist-Brogren var dotter till lantbruksingenjören Edvard Almqvist (1838–1895) och Thora Nordström (1839–1916) och gifte sig 1917 med författaren, fil. kand. Per Axel Erik Brogren.
Hon undervisades hemma och studerade språk i Frankrike och Schweiz (Certificat d'études françaises, Sorbonne 1906) och gjorde resor i England, Tyskland, Frankrike, Schweiz, Italien och Tunis.
Almqvist använde i tidningar och tidskrifter signaturerna Madame Sans Gêne, Madame Mère med flera och var litteraturanmälare i Idun 1910–1912.